# 聖母百花大教堂

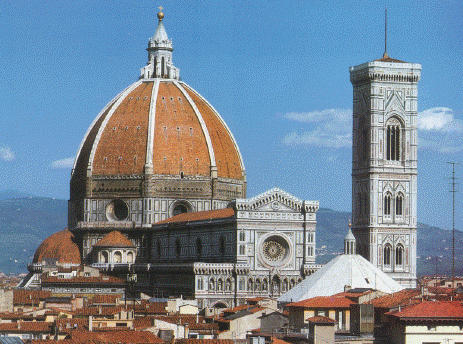
花之圣母圣殿大圆顶和钟塔

聖母百花大教堂，又稱聖母百花聖殿或花之聖母主教座堂（義大利語：Cattedrale di Santa Maria del Fiore）或佛羅倫斯主教座堂，是位於意大利佛羅倫斯的一座天主教教堂，是天主教佛羅倫斯總教區的主教座堂，屬哥德式風格。始建於1296年，由建築師阿諾爾·迪·坎比奧設計，並採用了精通羅馬古建築的工匠菲利波·布鲁内莱斯基的圓頂（穹頂）建造，1436年最終完工。
主教座堂有著十九世紀哥德復興風格的立面，出自建築師埃米利奧·德·法布里斯之手。其外部使用色調深淺不同的白、綠和粉紅多色的大理石塊所鋪砌而成，色彩斑斕而和諧。整個主教座堂建築群位於主教座堂廣場，由主教座堂、聖若望洗禮堂和喬托鐘樓構成，並被列入聯合國教科文組織的世界遺產佛羅倫斯歷史中心（1982年）的一部分，因此吸引了世界各地遊客紛至沓來，是托斯卡尼地區的旅遊勝地。聖母百花聖殿是意大利最大的聖堂之一，而其圓頂是有史以來最大的磚造穹頂。1982年，聖母百花主教座堂作為佛羅倫斯歷史中心一部分被列入世界遺產。

## 歷史

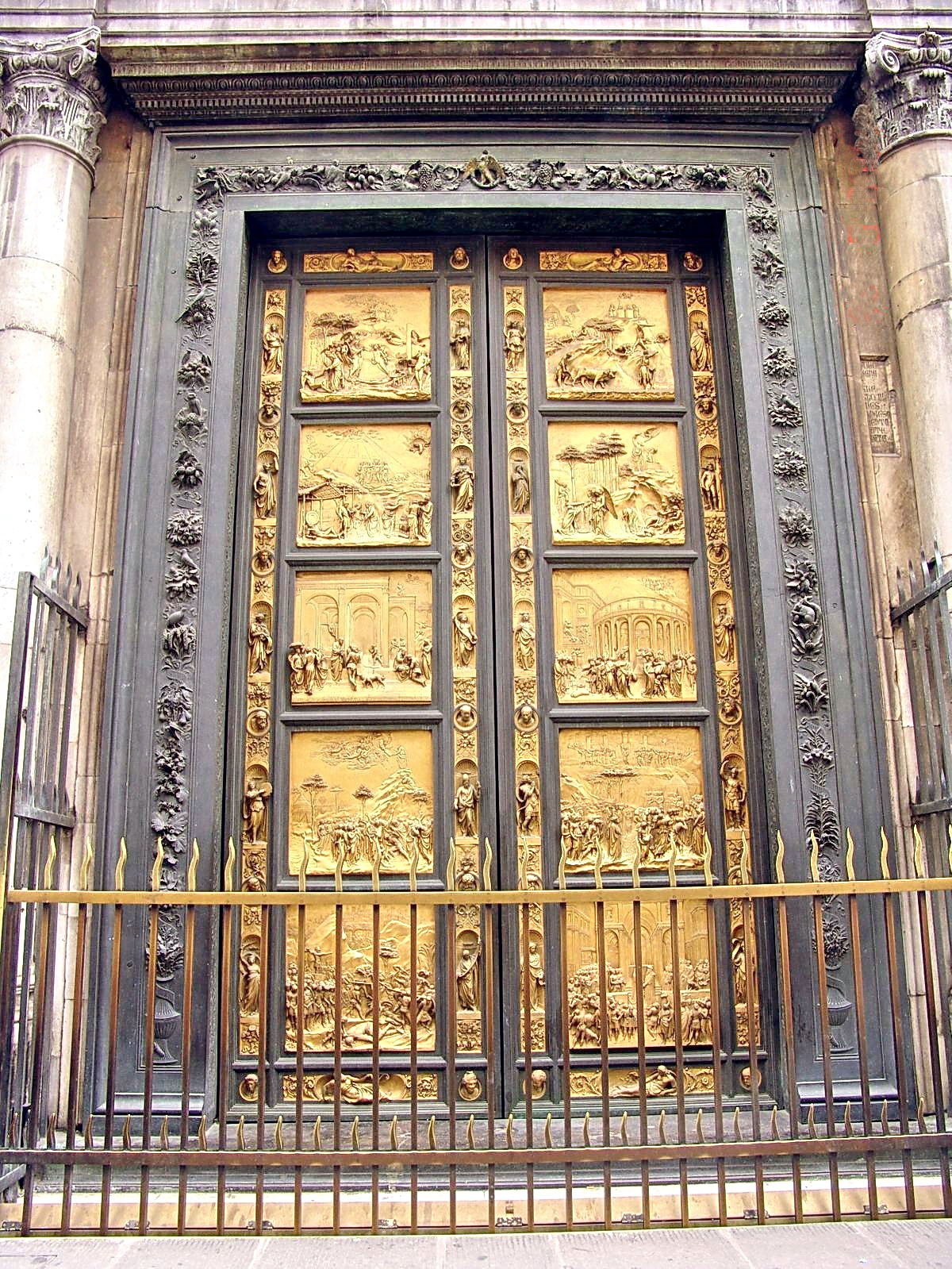
洗礼堂的铜门是吉贝尔蒂的作品“天国之门”

圣若望洗礼堂位于主教座堂西边数米，7世纪即已建成，11世纪改建成现在的模样。为白色八角形罗曼式建筑。佛罗伦萨的孩童均在此受洗，包括但丁、马基雅弗利等名人。洗礼堂三扇铜门上刻有《旧约》故事的青铜浮雕，其中二扇为吉贝尔蒂所作，被米开朗基罗讚为“天国之门”。
钟塔高85米，最初于1334年由大画家乔托设计并监工，因此俗称“乔托钟塔”。属哥特式建筑，由六层方型结构向上堆叠成柱形，外墙铺白色大理石，纯净优雅。
主教座堂于1296年奠基，1347年秋天爆发黑死病迫使工程中断。1367年由全民投票决定在聖堂中殿十字交叉点上建造直径43.7米，高52米的八角形圆顶。1418年佛罗伦萨市政府公开征集能够设计并建造大圆顶的方案。精通罗马古建筑的工匠菲利波·布鲁内列斯基胜出，为总建筑师。在建造拱顶时，没有采用当时流行的“拱鹰架”圆拱木架，而是采用了新颖的“鱼刺式”的建造方式，从下往上逐次砌成。主教座堂于1436年3月25日，举行献堂典礼。百年之后，米开朗基罗在罗马圣伯多禄大殿也建了一座类似的大圆顶，却自叹不如：“我可以建一个比它大的圆顶，却不可能比它的美。”
大穹顶内部为16世纪佛罗伦萨画家乔尔乔·瓦萨里所绘巨幅天顶画《末日审判》。
中殿北墙上有乌切洛所绘《乔凡尼·阿古托纪念碑》和为纪念但丁诞辰200年所绘的《但丁与神曲》（1465年）。

## 外部

### 平面和結構
花之聖母主教座堂為「宗座聖殿」的建築——寬闊的中殿，中間是正方形的開間跨，兩側連續的走廊環繞著整個空間。
基本的方形在這些規則連續的走廊裡被一再重覆，十字的交叉部位，十字的側翼以及聖壇，每個方形都由四個小方形組成，而中殿則包含了四個這樣的大方形。它的形狀是個在交叉處上方為一個穹頂的拉丁十字；而擱在墩柱的尖肋拱頂把中殿和側廊分開。主教座堂的尺度非常巨大：長153米，闊38米；中殿的十字交叉通道為90米闊，側拱的高度有23米高，其圓頂更達114.5米高。

### 穹頂

#### 前期設計
阿諾爾福．迪．坎比奧在1296年就已設計了主教座堂圓頂的基本特徵。主教座堂的建造工程從15世紀起歷一百多年而完成，可是其圓頂的結構未有記載。
圓頂經過一輪競賽，最後由建築師Neri di Fioravante以摒棄使用傳統的哥特式飛扶壁的設計模型當選。圓頂沒有外部的飛扶壁，其全部重量是由放在圓頂基部八角形上的肋骨所支撐，簡化了整個結構，因此它比任何圓頂建築物建得更高和更寬。
在1367年，這個新的建築結構法首次出現於意大利文藝復興時期，標誌著中世紀哥特式風格的突破與典型的羅馬式圓頂的重現。除了意大利中北部的建築傳統仍然採用哥特式飛扶壁之外，意大利建築師都普遍認為這式樣並不是主流的建築手法，而且當時飛扶壁已被禁止在佛羅倫斯使用。就Neri的設計模型所描述：圓頂內部空間非常龐大，頂部的圓窗將光線入引入主教座堂內，就像羅馬的萬神殿；另外圓頂被一層外殼所掩蓋著，以作抵擋天氣變化之用。而它建在一個沒扶壁的八角形的圓屋頂座上。

#### 工程難題
古羅馬和拜占庭的穹頂是利用天然混凝土整體澆鑄的，會在穹頂的起腳處產生均勻的側向推力，又稱「環向應力」。為了平衡環向應力，或者如同萬神殿一般利用厚重的牆垣，或者如同聖索菲亞主教座堂一般利用帆拱和側面半穹頂。這兩種作法共同的缺點是需要環繞穹頂設置大量的結構部件，因而只能遠眺穹頂，在近處會被結構部件遮擋視線。為了彰顯穹頂的外型，拜占庭和阿拉伯的建築師已經開始把它高舉。據此，Neri也設計了一個高高舉起的穹頂，使觀者在近處依然可以欣賞其輪廓。與萬神殿相比，主教座堂穹頂的最大直徑（42.2m）少了不足1m，但是卻遠遠比前者高得多，這進一步增大了平衡側推力的難度。同時作為八邊形基座的牆垣修建得比較薄，以致於即使恢復古羅馬的工藝或者引進，也無法完成穹頂。方案設計師Neri和他的繼任者都沒有解決這一難題。在此後將近半個世紀的時間內，多次嘗試均以倒塌收場，甚至有人斷言這個穹頂永遠也無法建造起來。

#### 全新工藝

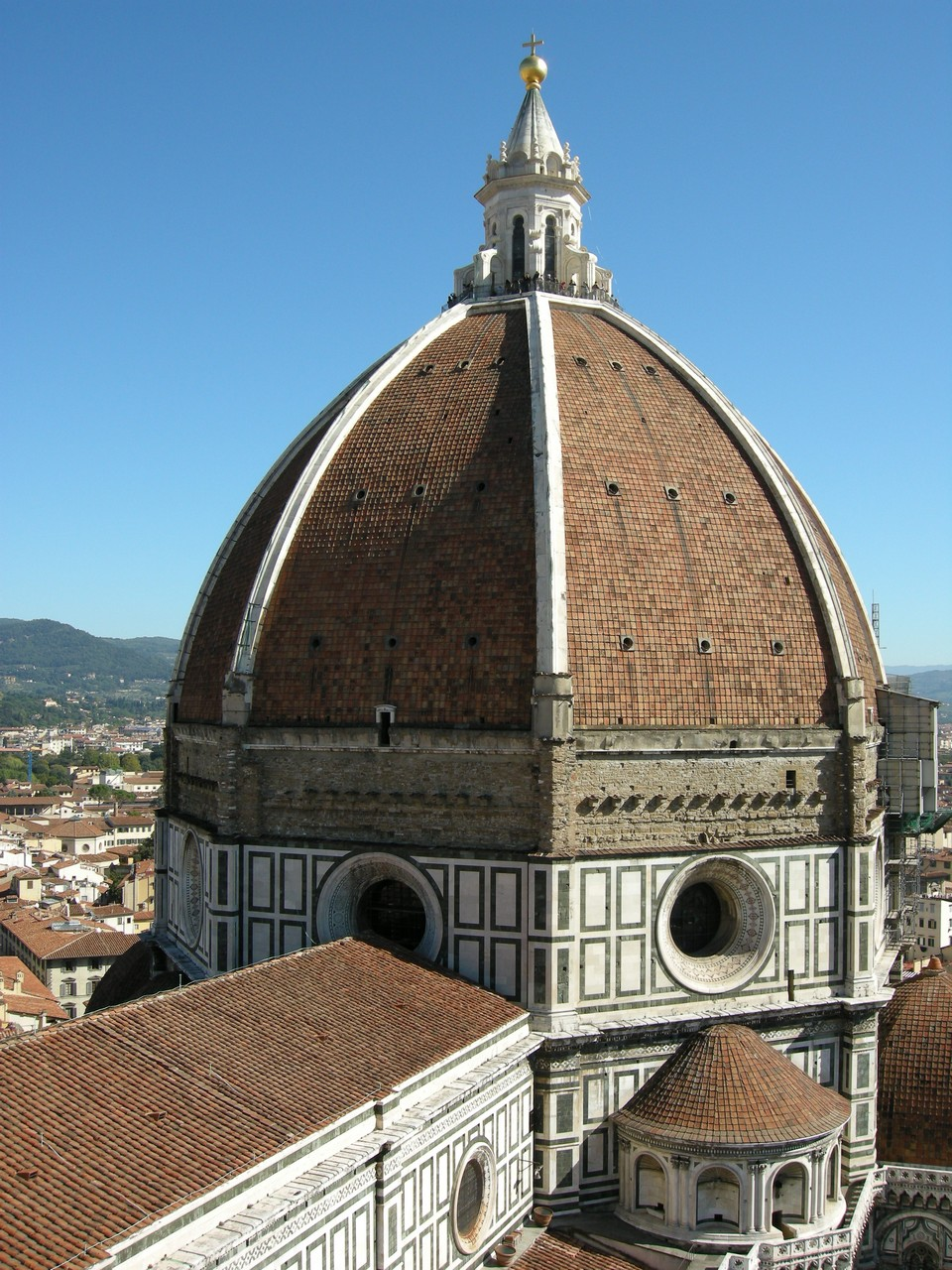
穹頂外觀：白色採光亭和肋架券，磚紅色蹼，褐色鼓座

為了應對挑戰，伯魯乃列斯基沒有試圖重現萬神殿，而是發明了一種前所未有的工藝：他將哥特式建築的尖拱和肋架券技術應用到穹頂之上，把殻體結構改為框架結構。這種作法有如下的優點：
- 肋架券將穹頂分為八瓣，每一瓣中間的「蹼」不再承重，將應力集中到兩側肋上。由此將環向應力轉化為局部應力，祇需要加強肋架起腳處。
- 蹼不承重，其厚度可以大大降低，由此減輕自重，減少應力。
- 尖拱代替圓拱，減少側推力。

穹頂的輪廓是全新的：它將古羅馬的半球體大大地拔高。它距離地面有52米（171英尺），全長44米（144英尺），可是當時托斯卡尼沒有足夠的木材去搭建這樣大的支撐架。布魯內萊斯基還是仿萬神殿穹頂的造型，並能夠在不需要木製的支撐架的情況下建造圓頂。首先，他採用以砂岩和大理石製成的雙殼設計，包圍著圓頂的內外層；另外由於磚的重量比石頭輕和更容易成形，於是他把傳統的石材換成了磚材，因此使整個圓頂的重量減輕。準備設計穹頂的時候，其下部牆垣已經
在整個建築過程，布魯內萊斯並沒有公開圓頂的設計圖。為了向工匠說明他的結構設計，在雕塑家多納泰羅（Donato di Niccolò di Betto Bardi）和纳尼．迪．邦克的幫助下，他用木材和磚材造了一個圓頂模型作為指導。不過這個模型是故意不完整的，目的是確保布魯內萊斯基對整個工程的掌控權。直至今天，這個模型仍展出在主教座堂的博物館（意大利語：Museo dell'Opera del Duomo）中。
同時，布魯內萊斯基亦巧妙地解決了圓頂向外分散的問題。他將一組四條石鏈和鐵鏈圍成桶圈狀，然後成水平線把它們嵌進圓頂內部：頂部和底部各有一條，而其餘兩條分別平均地放置於它們之間。在第一和第二條石鏈之間則放置第五條木造的鏈條。基於圓頂呈八角形而不是圓形，因此一條簡單的鏈條便可將全部的壓力施加在八個角上，就像用桶箍擠壓著圓頂。這些鏈條需要具有足夠的堅固性，以保持其八角形形狀，以免圓頂變形。由於每層磚石都是一個水平拱，受「定心」效應的影響下，壓力互相抗衡，所以圓頂能在沒有支架支撐下建成，正如伊斯坦布爾的聖索非亞主教座堂。另一方面，那些假想的「圓形」能被包嵌於八角形的內圓頂中，這正是支撐起整個圓頂的結構。
布魯內萊斯基採用了「魚刺形」的模式建造圓頂，磚石從下往上逐層砌成，這樣磚石的重量便能轉移到距離圓頂最近的垂直肋骨。可是，外圓頂的基部和頂部分別只有60厘米（2英尺）和30厘米（1英尺）厚，這厚度並不足以包嵌這些鏈圈。要形成這樣的「圓」鏈圏，我們可從兩個圓頂之間的空間觀察得到，布魯內萊斯基在外圓頂的九個不同立面把其八個角的內側加厚，從而構成九個磚石環形結構。為了抵消環向應力，外圓頂並沒有嵌入鏈條，而全靠與內圓頂的底連接起來。